# Zucker für den Mörder
Zucker für den Mörder (Originaltitel: Un killer per sua maestà, Le teneur aime les bonbons) ist ein Kriminalfilm in italienisch-deutsch-französischer Koproduktion aus dem Jahr 1967/ 1968. Der Film nach dem Roman von Adam Saint Moore wurde in Deutschland am 4. Oktober 1968 uraufgeführt, während er in Italien bereits am 12. April 1968 und in Frankreich erst am 12. November 1968 Premiere hatte.

## Handlung
König Faoud, Herrscher des asiatischen Landes Kafiristan, weilt in Venedig. Während er über den Markusplatz schreitet, wartet der Profikiller Oscar Snell mit seinem Gewehr auf ihn und versucht ihn zu erschießen. Das Attentat geht schief, ein Begleiter Faouds wird tödlich getroffen. In Rom wird der CIA-Agent Mark Stone zum Schutze Faouds engagiert, der noch immer nicht außer Lebensgefahr ist. So zieht der Fleischhändler und Ganove Guardino im Hintergrund weiterhin die Strippen und setzt den Killer Toni auf Stone an. Es gibt eine Reihe von weiteren Mordanschlägen, sowohl auf Faoud wie auf Stone. Als bekannt wird, dass Faoud schwer herzkrank ist und operiert werden muss, nutzen das die Attentäter erneut. Oscar Snell entführt die Mutter der Narkoseärztin Silvia und bedrängt letztere Faoud im Krankenhaus umzubringen. Doch das Leben Faouds kann erneut gerettet werden. Mark Stone findet es schließlich seltsam, dass die Bösewichter stets wussten, wo sich der kafirische König aufhielt. Er vermutet, dass sein Sekretär mit den Attentätern unter einer Decke steckt, liegt aber falsch. Schließlich stellt sich heraus, dass ein Mann aus dem Begleitkomitee das Leben Faouds ausschalten wollte, um ihm auf dem Thron selbst zu folgen. Am Ende kann der Killer Oscar Snell noch in einer Kiesgrube ausgeschaltet werden. Die letzte Szene spielt wieder bei einem Staatsbesuch in Venedig, der diesmal ohne Zwischenfälle verläuft.

## Kritik
„Einfallsarmer Abenteuerfilm von der Stange“

„Agentenfilm, der statt Spannung und Unterhaltung nur Langeweile und Sadismus liefert. Völlig überflüssig.“

„Für einen Vertreter des europäischen Agentenfilms kann sich diese Produktion mit all ihren Stärken und Schwächen durchaus sehen lassen und vertreibt die Zeit kurzweilig und angenehm.“

## Bemerkungen
Die deutschen Schauspieler sprechen sich mit Ausnahme von Sieghardt Rupp selbst, die Synchronisation wurde von Aura-Film Conrad von Molo durchgeführt. Gedreht wurde der Film an Originalschauplätzen in Venedig und Rom. Für einen deutschen Film jener Jahre ungewöhnlich ist, dass er über einen Nachspann verfügt, der relativ detailliert ist. Zucker für den Mörder erschien im Columbia Filmverleih.